# Twinton Fire Lookout Tower
La Twinton Fire Lookout Tower – ou Colliers Rock Lookout Tower – est une tour de guet du comté d'Overton, dans le Tennessee, aux États-Unis. Située à 568 mètres d'altitude sur le plateau de Cumberland, cette tour en acier est haute d'environ 24 mètres. Construite vers 1933 par le Civilian Conservation Corps, elle est inscrite au Registre national des lieux historiques depuis le 28 juin 2021.